# シン×クロ
シン×クロ（しんくろ、2008年 - ）は、神永学が日本映画学校（現日本映画大学）の同級生たちと結成した演劇ユニット。

## 作品
- 心霊探偵八雲 いつわりの樹（2008年3月、青山円形劇場）
- 心霊探偵八雲 魂のささやき（2009年6月、紀伊國屋サザンシアター）
- 密室のゲーム 確率捜査官 御子柴岳人（2010年7月、恵比寿・エコー劇場）
- 心霊探偵八雲 魂をつなぐもの（2010年12月、紀伊國屋サザンシアター）
- 心霊探偵八雲 いつわり樹・再演（2013年8月21日 - 28日、青山円形劇場）
- 心霊探偵八雲 祈りの柩（2015年2月11日 - 22日、新国立劇場 小劇場 / 2015年2月27日 - 3月1日、ABCホール）
- 心霊探偵八雲 裁きの塔（2017年5月31日 - 6月11日、品川プリンスホテル クラブeX / 2017年6月16 - 18日、大阪ビジネスパーク円形ホール）

## DVD BOOK
- 舞台版「心霊探偵八雲 いつわりの樹」DVD BOOK（2008年10月20日発行、文芸社）
- 舞台版「心霊探偵八雲 魂のささやき」DVD BOOK（2010年2月15日発行、文芸社）
- 舞台版「心霊探偵八雲 魂をつなぐもの」DVD BOOK（2011年7月16日発行、文芸社）

## DVD
- 舞台版「密室のゲーム 確率捜査官 御子柴岳人」DVD（2011年1月1日発行、シン×クロストア）
- 舞台版「心霊探偵八雲 いつわりの樹」DVD（2014年1月17日発行）
- 舞台版「心霊探偵八雲 祈りの柩」DVD（2015年9月11日発行）